# Convento de cartujos Pleterje

El convento de cartujos de Pleterje (en latín, Domus Sanctissimae Trinitatis: Casa de la Santísima Trinidad) es un monasterio de la orden monástica masculina más severa en la Iglesia Católica, que práctica solo la vida contemplativa, total y absolutamente entregada a Jesucristo. El monasterio está ubicado en Dolenjska, región del sureste de Eslovenia. La ciudad más cercana al monasterio es Šentjernej. El convento de Pleterje es el único monasterio cartujo que aún hoy se conserva - y está en activo - en Eslovenia.

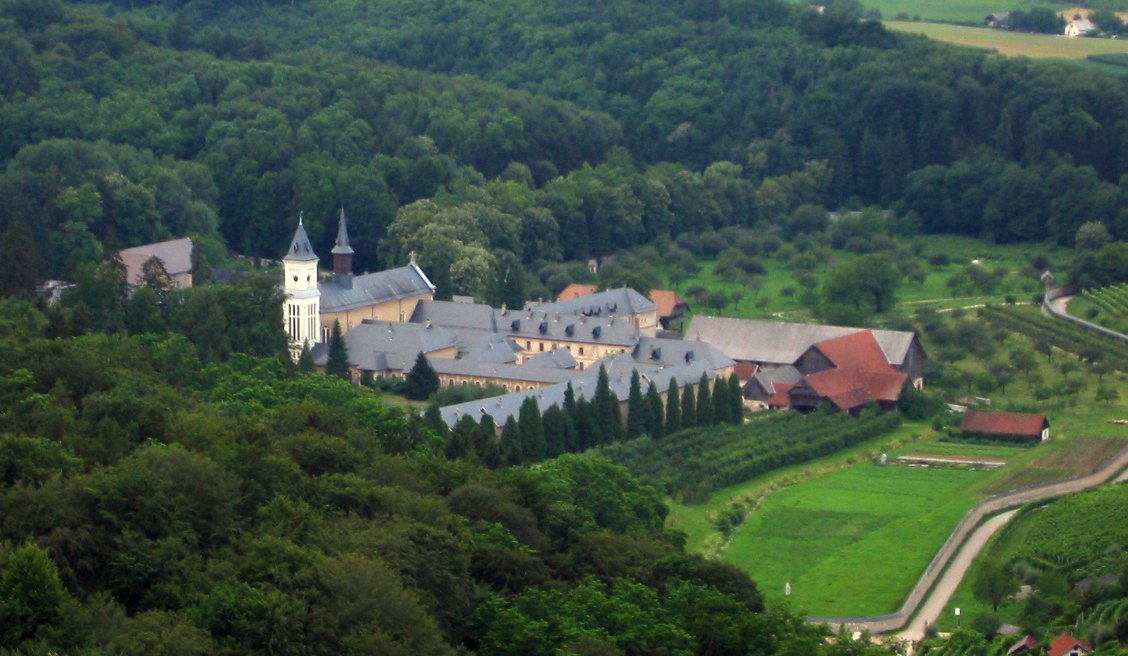
Convento de Pleterje

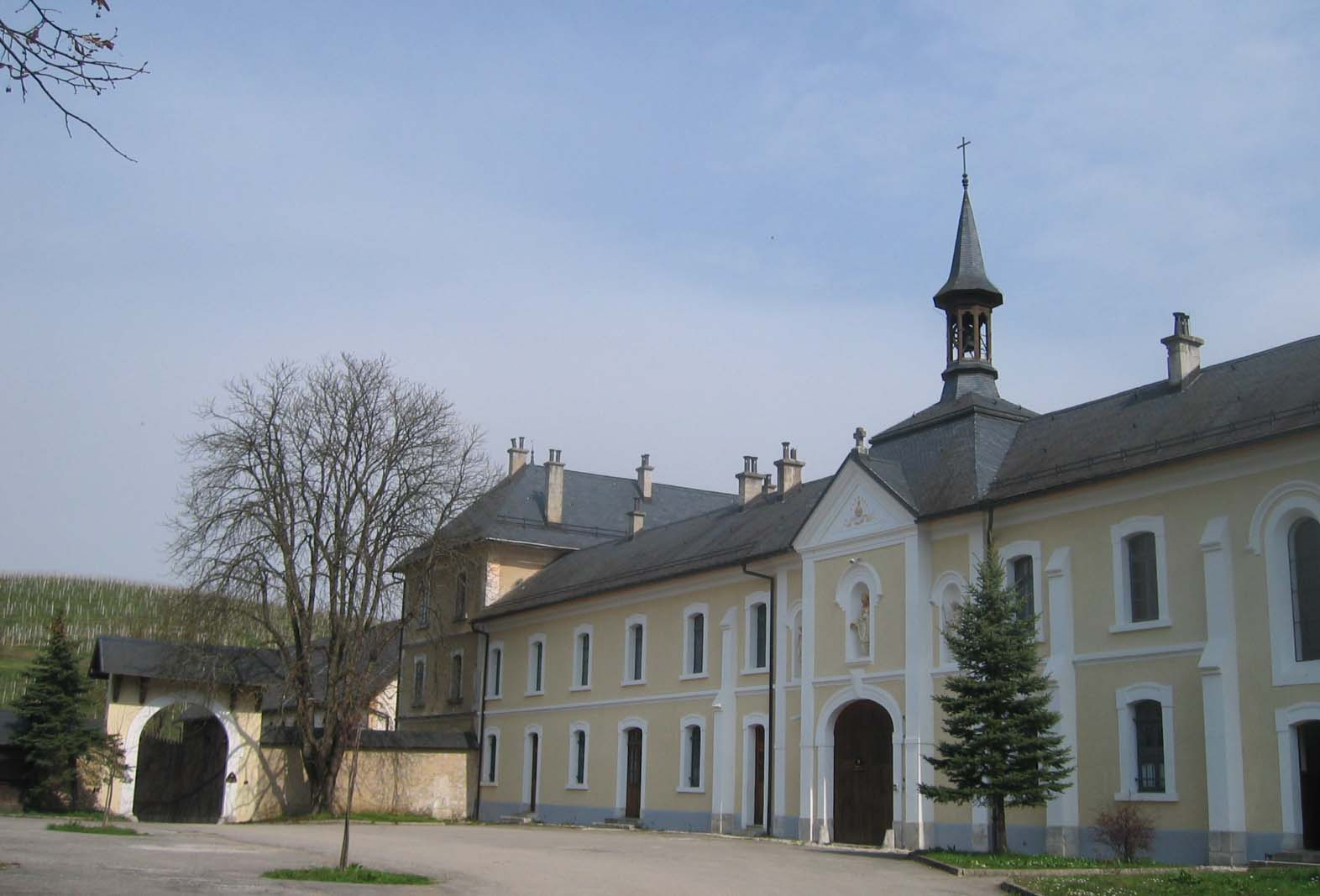
Portada del convento

## Historia
El convento fue fundado por el conde Hernan II de Celje en el año 1403. Los documentos de la fundación entraron en vigor en 1407. En ese año se terminaron también las construcciones básicas del convento y su capilla. Los documentos dejan constancia de que el año 1410 fue la fecha de la conclusión. Diez años después acabaron la iglesia grande, que pasó a pertenecer al convento. Los condes de Celje, que desempeñaron un importante papel en la historia de Eslovenia, protegieron siempre a los monjes. Con la muerte de Ulrik II se produjo la decadencia de dicha estirpe nobiliaria, que dio paso a una etapa dura para los monjes. Desde aquel entonces la historia europea se ve condicionada por las invasiones de los turcos, que llegaron hasta tierras eslovenas, desolándolo todo. El convento de Pleterje estaba situado junto a la importante vía de comunicación que unía la Europa central y los Balcanes, con un continuo flujo de viajeros.
En el año 1575 el convento perteneció a los jesuitas. Los cartujos adquirieron tierra y edificios en el año 1899 y hasta 1904 renovaron todo lo que pertenecía al monasterio. Durante la Segunda Guerra Mundial se destruyó la mayoría de las celdas de los frailes.

## El convento de los cartujos en la actualidad
La comunidad de los cartujos de Eslovenia es una de las 21 diseminadas por todo el mundo. Los padres y los hermanos no tienen demasiadas obligaciones, porque su voluntad es encontrar una manera propia de acercar su alma a Dios. Lo más importante es cuidar del convento, de la tierra, de la oración personal y de los otros frailes que viven en la cartuja.
Los religiosos producen muchos productos que los visitantes pueden comprar. Tienen muchos tipos de vino, aguardiente, productos de la cera de las abejas, frutos y plantas propios. Todo lo que hacen, lo realizan de manera artesanal y tradicional.

## El Sendero de Pleterje (Pleterska pot)

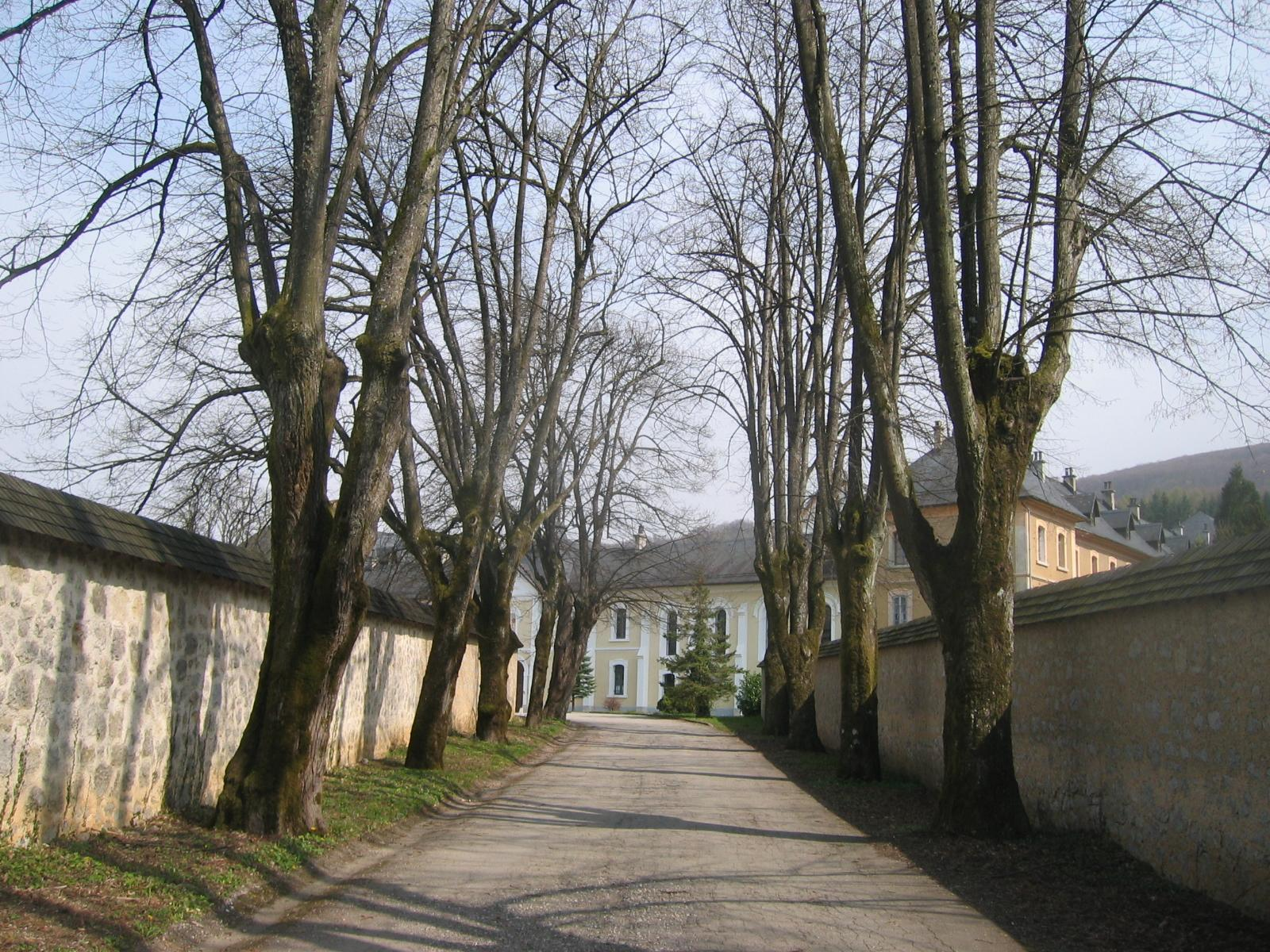
800 × 600 px

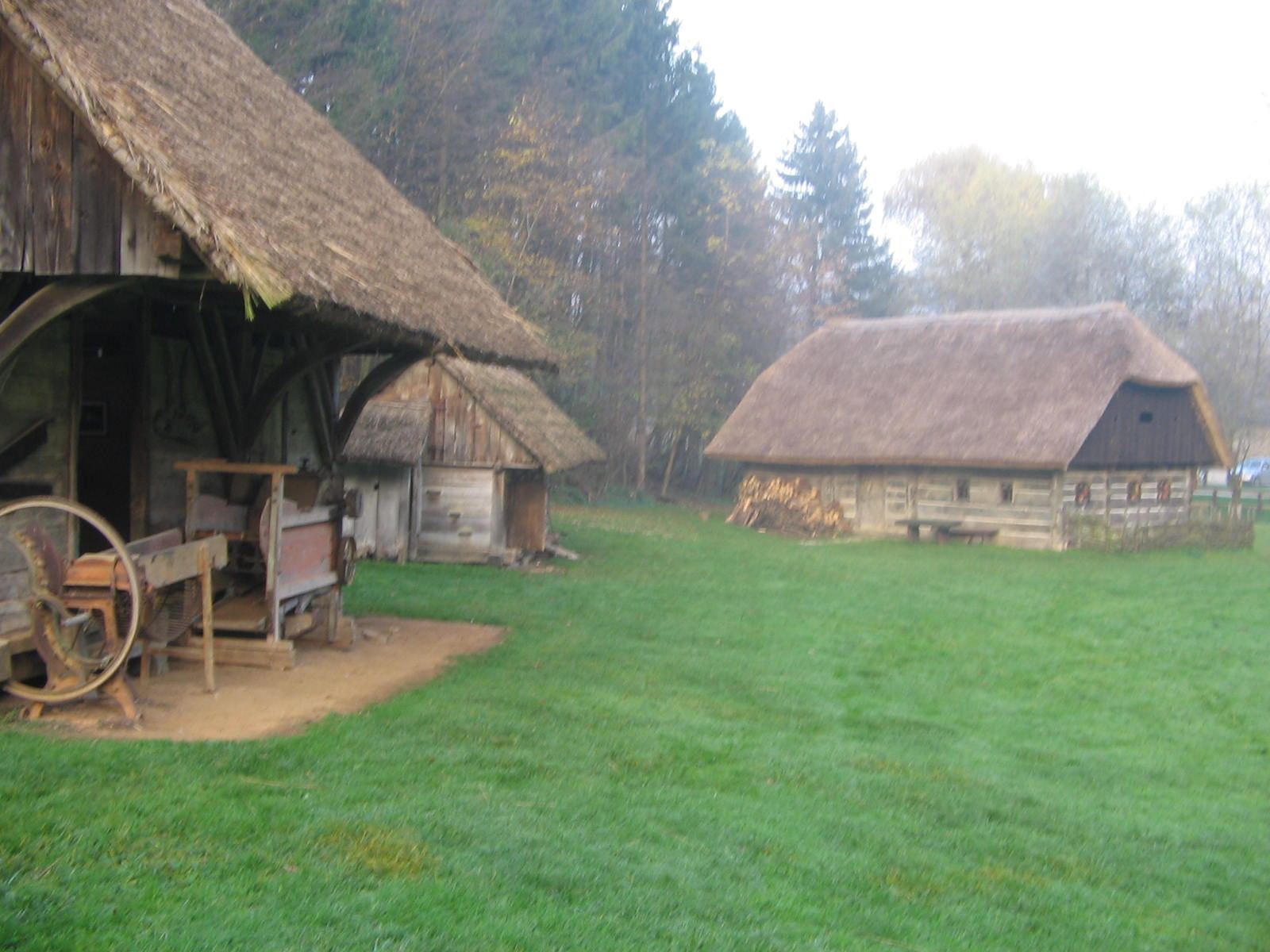
800 × 600 px

Es el nombre de la senda que rodea el convento. Se trata de un camino circular, de cuatro kilómetros de longitud, que empieza en las puertas, delante de la iglesia mayor. La primera parte del camino se adentra por el bosque, donde se pueden encontrar los nombres de ciertas especies autóctonas de árboles y arbustos. Hay un bosque de robles (el más grande tiene un diámetro de 96 centímetros y una altura de 32 metros), una cantera, de donde los monjes sacaron la piedra para construir la muralla. La segunda parte serpentea entre viñedos (algunos tienen más de 70 años) por el monte de Pleterje, donde se abre una vista panorámica al paisaje y a la cartuja. El paseo termina delante de un museo al aire libre que muestra cómo era la casa típica de esta zona a finales del siglo XIX.